# 한춘경
한춘경(1994년 3월 28일~)은 조선민주주의인민공화국의 크로스컨트리 스키 선수로, 2018년 동계 올림픽에 참가했다.